# 1603 a tudományban
Az 1603. év a tudományban és a technikában.

## Csillagászat
- Johann Bayer publikálja a csillagokat tartalmazó atlaszát, a Uranometriát.

## Felfedezések
- Észak-Amerikában megalapítják az első francia kolóniát Acadia néven.

## Események
- Megalapítják Accademia dei Lincei-t Rómában, mely a világ legrégebbi tudományos akadémiája. Alapítója Federico Celesi.

## Orvostudomány
- Hieronymus Fabricius tanulmányozza a láb vénáit és megjegyzi, hogy ezek szelepek, melyben vér folyik a szív felé.

## Születések
- Abel Tasman felfedező († 1659)

## Halálozások
- november 30. – William Gilbert angol orvos, fizikus, „a mágnesség első kutatója”[1] (* 1544)
- december 13. – François Viète francia matematikus (* 1540)